# Черемшан (клуб по хоккею с мячом)
«Черемшан» — команда по хоккею с мячом из города Димитровград Ульяновской области.

## История
Была создана в 1966 году при Мелекесском (с 1972 — Димитровградском) управлении строительства. Называлась «Строитель» — 1966—1990, «Черемшан» — с 1990. Представляла ДСО «Труд» (1966—1987).
Начала выступать в городских, а затем областных соревнованиях. До середины 1980-х годов «Строитель» не мог конкурировать с ведущей командой города НИИАР (с 1980 — «Нейтрон»), которая была одной из лучших в Ульяновской области (в 1972 играла в чемпионате РСФСР, в 1977 и 1980 — в финальных турнирах второй лиги). В зональном турнире второй лиги «Строитель» дебютировал в 1986 году. В следующем сезоне команду возглавил Леонид Иванович Куклин и команда, пополнившись лучшими игроками города и рядом опытных хоккеистов, вновь приняла участие в чемпионате второй лиги. Став победителем зонального турнира, она затем выиграла финальный и завоевала право на переход в первую лигу. Однако в связи с изменениями системы проведения чемпионата страны подтверждение о включении команды в первую лигу поступило с большим запозданием, и подготовка к дебюту на новом уровне была скомкана.
После ряда неудач возглавить команду был приглашен А. Г. Рушкин, которому удалось стабилизировать её игру и удержать в первой лиге. Перед сезоном 1990 года в число спонсоров команды вошел завод «Химмаш» и другие городские организации, после чего «Строитель» стал называться «Черемшаном». Через год наставником команды стал перешедший на тренерскую работу В. К. Кузьмин. Постепенно окрепнув, в 1994 году «Черемшан» вышел в высшую лигу, где сумел закрепиться.
По итогам сезона 1995 года право выступать в высшей лиге завоевала и ульяновская «Волга». В этой ситуации областные руководители сделали выбор в пользу «Волги», а «Черемшан», лишившись финансовой поддержки, был расформирован. Возглавлявший ульяновцев А. Г. Рушкин, в чьей команде уже играли С. Барбунов и Д. Козлов, пригласил в неё еще пятерых хоккеистов из Димитровграда — А. Агафонова, И. Князева, Д. Маланина, А. Новикова, А. Художилова. Остались в высшей лиге и почти все остальные: А. Лукин и Р. Хабибуллин уехали в Оренбург, С. Иванов, О. Немов, Е. Ратников, Ю. Ушаков, Ш. Шагеев перебрались в Самару.
Во второй лиге в 1995—1997 город представляла команда «Химмаш». В 1998 она заняла 5-е место в групповом турнире первой лиги. Четыре следующих сезона в первой лиге провёл «Текстильщик» из соседней Мулловки. В сезоне 2001 года в первой лиге вновь появился «Черемшан». Костяк возрождённой команды составили воспитанники А. А. Лоханова (юноши «Старта» стали вторыми призёрами чемпионата России), который её и возглавил.
В сезоне 2002-2003 годах «Черемшан», руководимый А. Ю. Лукиным, выигрывал зональные турниры первой лиги, но в финальном этапе среди команд первой лиги, который проходил в Димитровграде, занял лишь второе место, уступив в решающем матче петербургскому БСК со счётом 2:4. Два следующих сезонах «Черемшан» побеждал на зональных первенствах, но из-за финансовых трудностей не сумел принять участие в финальном этапе
В 2003—2005 годах «Черемшан» однако дальше амбиции димитровградцев не простирались. Если после первой победы они на домашнем льду оказались вторыми в финальном турнире, то в двух следующих не принимали участия. Хроническая нехватка финансирования привела к очередному развалу команды, и в сезоне 2006 году «Черемшан» вернулся в чемпионат Ульяновской области. Спустя год команда из Димитровграда, возглавляемая местный специалистом В. П. Ляшко, вернулась в первую лигу чемпионата России. К сезону 2008 года «Черемшан» готовили О. В. Батов и С. М. Евдокимов, за плечами которых был трёхлетний опыт совместной работы с ульяновской «Волгой».
В настоящее время «Черемшан» выступает в чемпионате Ульяновской области.

## Статистика
В чемпионатах и кубках СССР
- В первой лиге чемпионатов СССР выступала в 1988—1992 (220 матчей: 78 побед, 29 ничьих, 113 поражений; мячи 693—943). Лучший результат — 5-е место в группе (1992).
- Во второй лиге чемпионатов СССР играла в 1986 и 1987 (30 матчей: 24 победы, 1 ничья, 5 поражений; мячи 241-63).
- В Кубке СССР участвовала в 1989—1992 (8 побед, 3 ничьи, 8 поражений; мячи 60-80).

В чемпионатах и кубках России
- В высшей лиге чемпионата России выступала в 1995 (6 побед, 3 ничьи, 17 поражений; мячи 84-139) и заняла 18-е место. Наибольшее количество матчей провели семь хоккеистов (по 24), лучший бомбардир — Р. Хабибуллин (24 мяча).
- В первой лиге чемпионатов России играла в 1993, 1994, 2001—2005, 2007 и 2008 (265 матчей: 150 побед, 7 технических побед, 17 ничьих, 91 поражение; мячи 1201—915).
- В Кубке России принимала участие в 1993—1995 (5 побед, 1 ничья, 9 поражений; мячи 57-90).

## Главные тренеры
- С. Бобков (1977—1982)
- Г. П. Почекуев (1982—1986)
- Л. И. Куклин (1986 — январь 1988)
- А. Г. Рушкин (январь 1988—1990)
- В. К. Кузьмин (1990—1994)
- В. П. Ляшко (сезон 1994/1995, сезон 2006/2007 и с 2009 — наст. время)
- А. А. Лоханов (2000—2002)
- А. Ю. Лукин (2002—2005)
- И. В. Бойцов (сезон 2005/06)
- О. В. Батов (с июля 2007—2009)

## Достижения
- Победитель второй лиги чемпионата СССР в 1987
- Второй призер первой лиги чемпионата России в 2003